# Пушкин, Анатолий Иванович
Анато́лий Ива́нович Пу́шкин (17 [30] мая 1915, Суконниково, Можайский уезд, Московская губерния, Российская империя — 15 апреля 2002, Москва, Россия) — советский лётчик-бомбардировщик и военачальник, Герой Советского Союза (12.08.1942). Генерал-лейтенант авиации (9.05.1961), заслуженный военный лётчик СССР (16.08.1966).

## Молодость
Родился 30 мая 1915 года в деревне Суконниково (ныне Можайского района Московской области) в семье рабочего. Русский. После смерти родителей отца в 1928 году вместе со всей семьёй переехал в Москву. В 1931 году окончил 7 классов школы в Москве, поступил на токарные курсы завода «Аремз». Работал механиком в авторемонтных мастерских. Обучался в аэроклубе Бауманского района Москвы.

## Довоенная служба
В Красной Армии с августа 1933 года, был призван по партийному спецнабору в ВВС. Поступил в Военную школу морских лётчиков и летнабов имени И. В. Сталина в Ейске, но в декабре 1933 года был переведён в 11-ю военную школу пилотов в Ворошиловграде, которую окончил в 1934 году. С декабря 1934 года служил в ВВС Белорусского военного округа: пилот и младший лётчик 5-й и 10-й эскадрилий, с февраля 1938 года командовал звеном в 12-й отдельной авиаэскадрилье (Витебск, Смоленск). Воинское звание лейтенант присвоено в 1937 году.
С марта по август 1938 года находился в правительственной командировке в Китае, участвовал в японо-китайской войне в составе бомбардировочной эскадрильи. Во время одного из боевых вылетов самолёт Пушкина был подбит, пришлось произвести посадку в горах без шасси. Особенно отличился при уничтожении японских кораблей на реке Янцзы. Всего в Китае выполнил 15 боевых вылетов на бомбардировщике СБ. За боевую работу в Китае был награждён своим первым орденом — орденом Красного Знамени.
С ноября 1938 года — инспектор-лётчик по технике пилотирования 31-го скоростного бомбардировочного авиационного полка ВВС Белорусского военного округа. Вместе с полком принимал участие в походе Красной Армии в Западную Белоруссию в сентябре 1939 года и в советско-финской войне 1939—1940 годов. В Финляндии выполнил 18 боевых вылетов. За выполнение боевых заданий награждён вторым орденом Красного Знамени. Член ВКП(б) с 1939 года.
В марте 1940 года назначен на должность помощника командира 135-го бомбардировочного авиаполка ВВС Харьковского военного округа (Харьков). В январе 1941 года направлен учиться на курсы усовершенствования командиров авиаполков при Военной академии командного и штурманского состава ВВС РККА. По их окончании вернулся в полк и назначен заместителем командира полка.

## Великая Отечественная война
На фронтах Великой Отечественной войны с июля 1941 года, когда полк был переброшен на Центральный фронт и участвовал в Смоленском оборонительном сражении. В сентябре полк был передан Юго-Западному фронту, участвовал в Киевской оборонительной операции. В октябре 1941 года назначен командиром 52-го ближнебомбардировочного авиаполка 79-й авиационной дивизии ВВС Южного фронта. Полк под его командованием успешно действовал в Донбасско-Ростовской оборонительной операции, в Ростовской и Барвенково-Лозовской наступательных операциях, в Харьковском сражении, в Донбасской оборонительной операции 1942 года. К февралю 1942 года командир полка А. И. Пушкин выполнил 40 боевых вылетов.
Указом Президиума Верховного Совета СССР «О присвоении звания Героя Советского Союза начальствующему составу авиации Красной Армии» от 12 августа 1942 года за «образцовое выполнение боевых заданий командования на фронте борьбы с немецкими захватчиками и проявленные при этом отвагу и геройство» удостоен звания Героя Советского Союза с вручением ордена Ленина и медали «Золотая Звезда».
В августе 1942 года назначен на должность заместителя командира 270-й бомбардировочной авиадивизии 8-й воздушной армии. Дивизия активно участвовала в Сталинградской битве и в Ростовской наступательной операция в январе 1943 года. В январе 1943 года А. Пушкин был направлен на учёбу и к июлю окончил курсы усовершенствования командиров и начальников штабов авиадивизий при Военной академии командного и штурманского состава ВВС РККА. По их окончании вернулся в дивизию, которая за боевые отличия в октябре 1943 года получила гвардейское звание и была преобразована в 6-ю гвардейскую бомбардировочную авиационную дивизию. В рядах этой дивизии участвовал в Миусской и Донбасской операциях, в битве за Днепр, в Мелитопольской, Никопольско-Криворожской и Крымской наступательных операциях.
С июня 1944 года — командир 188-й бомбардировочной авиационной дивизии, завершил её формирование в Московском военном округе. В августе 1944 года прибыл с дивизией в 15-ю воздушную армию 2-го Прибалтийского фронта. В апреле 1945 года дивизию передали в 16-ю воздушную армию 1-го Белорусского фронта. Дивизия под его командованием принимала участие в Режицко-Двинской, Прибалтийской наступательных операциях, в блокаде Курляндской группировки противника, а завершила боевой путь в Берлинской наступательной операции. За годы войны А. И. Пушкин совершил 70 боевых вылетов.

## Послевоенная служба
После войны продолжил командовать той же дивизией, которая сначала входила в Группу Советских оккупационных войск в Германии, а затем была передана в Закавказский военный округ. В январе 1950 года назначен старшим инспектором Инспекторской группы при Главкоме ВВС. С декабря 1952 по ноябрь 1954 года обучался в Высшей военной академии имени К. Е. Ворошилова, которую окончил с золотой медалью. 
С декабря 1954 — заместитель командира 66-го гвардейского бомбардировочного авиакорпуса 30-й воздушной армии Прибалтийского военного округа, с августа 1955 — командир 6-й гвардейской бомбардировочной авиационной дивизии в той же армии, с июля 1956 — помощник командующего, а с марта 1957 — первый заместитель командующего 30-й воздушной армией. С июля 1959 года — командующий ВВС Южной группы войск (Венгрия). С августа 1967 года — командующий 36-й воздушной армией в составе Южной группы войск. С ноября 1967 года служил заместителем начальника Управления боевой подготовки ВВС СССР, с августа 1969 — заместителем начальника Главного штаба ВВС СССР по лётной службе. С июня 1971 года — заместитель начальника Военно-воздушной инженерной академии имени проф. Н. Е. Жуковского по оперативно-тактической подготовке.
В декабре 1975 года генерал-лейтенант авиации уволен по возрасту в запас.
До 1989 года работал в Научно-экспериментальном центре автоматизации управления воздушным движением Министерства гражданской авиации СССР.
Депутат Верховного Совета Украинской ССР (1964 год). В 1991 году избран президентом межрегиональной ассоциации воинов-интернационалистов (МАВИ).
Умер 15 апреля 2002 года. Похоронен в Москве на кладбище «Ракитки».

## Личная жизнь
- Жена Зоя Петровна Родина, домохозяйка. По образованию преподаватель испанского и английского языков.
  - Дочь Тамара Пушкина (1945—2020) — археолог.
  - Дочь Маргарита Пушкина (род. 1952) — известная рок-поэтесса, работавшая с группами «Ария», «Мастер» и др[3]. На рассказах её отца, бывалого лётчика, во многом основана песня «Арии» «1100», из альбома «Герой асфальта» (1100 метров — это оптимальная высота для бомбометания)[4].

## Воинские звания
- лейтенант (17.04.1937)
- капитан (9.09.1938, минуя звание старший лейтенант)
- майор (6.11.1941)
- подполковник (22.11.1942)
- полковник (4.02.1944)
- генерал-майор авиации (8.08.1955)
- генерал-лейтенант авиации (9.05.1961)

## Награды

### Российская Федерация
- Орден Жукова (25.04.1995);
- Орден Дружбы (1.04.1995, за многолетнюю плодотворную работу по патриотическому воспитанию молодежи, социальной защите ветеранов и укреплению дружбы между народами)[5];
- медали РФ.

### СССР
- Медаль «Золотая Звезда» Героя Советского Союза № 698 (12.08.1942);
- орден Ленина (12.08.1942);
- пять орденов Красного Знамени (22.02.1939, 7.04.1940, 3.11.1953, 29.04.1957, 22.02.1968);
- орден Суворова 2-й степени (29.05.1945);
- орден Суворова 3-й степени (7.04.1945);
- орден Отечественной войны 1 степени (11.03.1985);
- три ордена Красной Звезды  (9.08.1941, 20.06.1949, 29.04.1954);
- орден «Знак Почёта» (21.06.1983);
- медаль «За боевые заслуги» (3.11.1944);
- медаль «За оборону Сталинграда»;
- медаль «За взятие Берлина»;
- другие медали СССР;
- Заслуженный военный лётчик СССР (16.08.1966).

### Иностранные награды
- Орден Заслуг перед Отечеством в серебре (1975, ГДР);
- орден Красной Звезды (ВНР).